# آلخاندرو پوزو پوزو
آلخاندرو پوزو پوزو (اسپانیایی: Alejandro Pozo Pozo‎؛ زادهٔ ۲۲ فوریهٔ ۱۹۹۹) بازیکن فوتبال اهل اسپانیا است.
وی در تیم‌های ملی فوتبال Spain U19 بازی کرده‌است.